# Amer (rivière)
Pour les articles homonymes, voir Amer.
L'Amer est une rivière néerlandaise dans la province du Brabant-Septentrional, dans la continuation de la Bergsche Maas.

## Géographie
Elle a une longueur de 12 km.
L'Amer commence près de Mont-Sainte-Gertrude, au confluent de la Donge et de la Bergsche Maas. Elle constitue la frontière méridionale du parc national de Biesbosch, dont elle est un des cours d'eau principaux. Près de Lage Zwaluwe, au confluent avec la Nouvelle Merwede, l'Amer se jette dans le Hollands Diep.
Sur la rive gauche de l'Amer se trouvent les villages de Drimmelen et de Lage Zwaluwe, qui ont tous deux un port de plaisance. L'Amercentrale à Mont-Sainte-Gertrude est une centrale électrique.

## Galerie

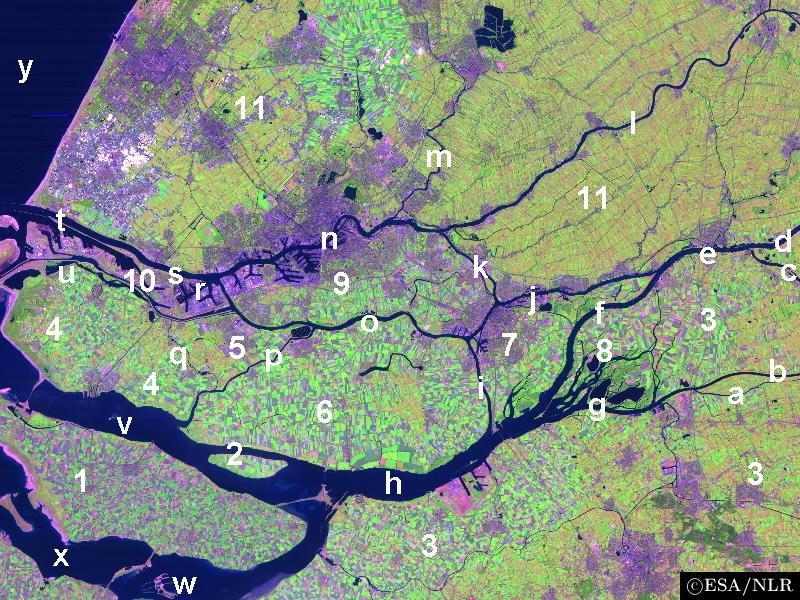
Image satellite du delta du Rhin et de la Meuse. L'Amer est représenté par la lettre « g ».
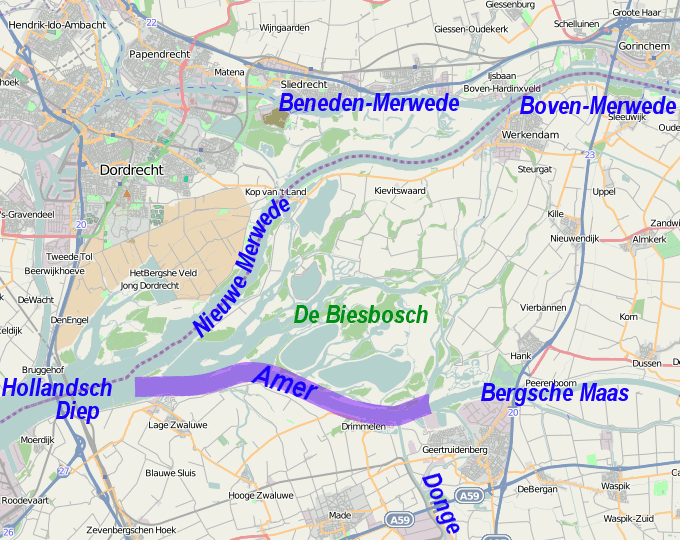
Localisation de l'Amer, surligné en violet sur cette carte.